# E.L. Grant Watson

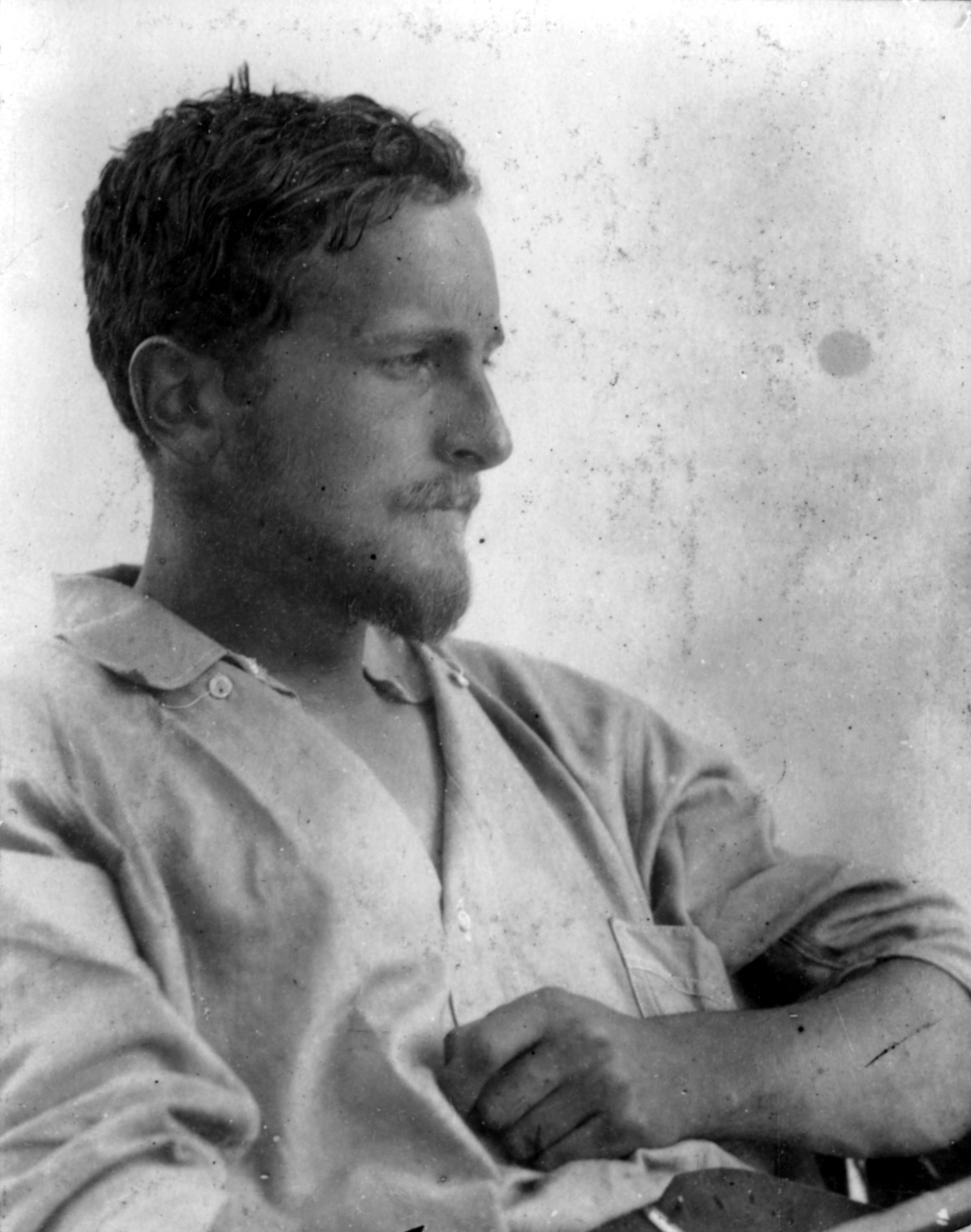
E.L. Grant Watson 1910.

Elliot Lovegood Grant Watson, född den 14 juni 1885 i Staines, Middlesex, död den 21 maj 1970 i  Petersfield, Hampshire, var en engelsk författare.
Watson avlade naturvetenskapliga examina i Cambridge och deltog 1910 i en etnografisk expedition till nordvästra Australien, där han stannade i nio månader. Han besökte sedan Fidjiöarna och 1911 Nya Zeeland. Grant Watson deltog 1914–1916 i första världskriget, debuterade 1918 med romanen Where bonds are loosed (svensk översättning "Där banden lossas", 1920), för vilken han fåfängt sökt förläggare sedan 1914; sedan följde The mainland (1919; "Fastlandet", 1921), Shadow and sunlight (1921; "Sol och skugga", 1922), The desert horizon (1923; "Vid öknens rand", samma år), Innocent desires (1924) och Daimon (1925) med flera. Han författade även facklitterära verk, där han ifrågasatte darwinismen som världsförklaring.